# 石工

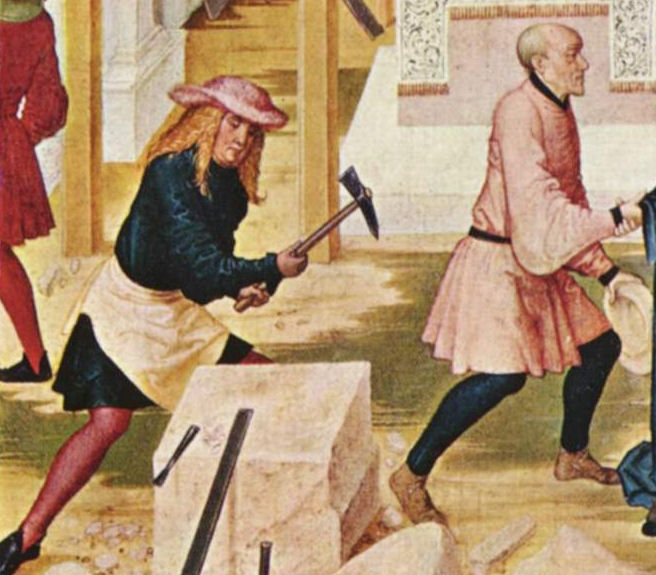
Leopold-Altarが描いた石工が働く様子（1505年の絵画）

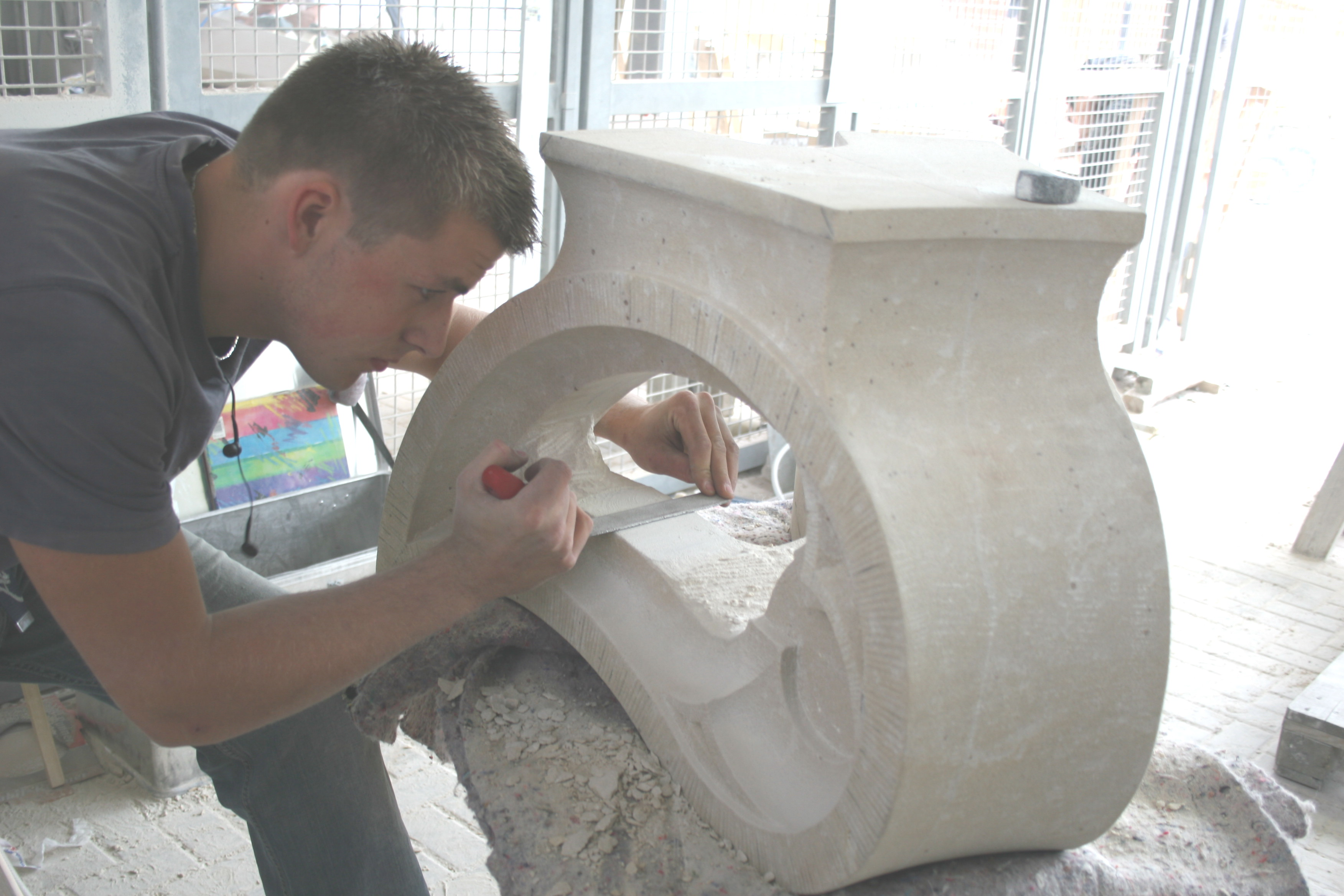
現代の石工が仕事をしている様子（ドイツ、2007年）

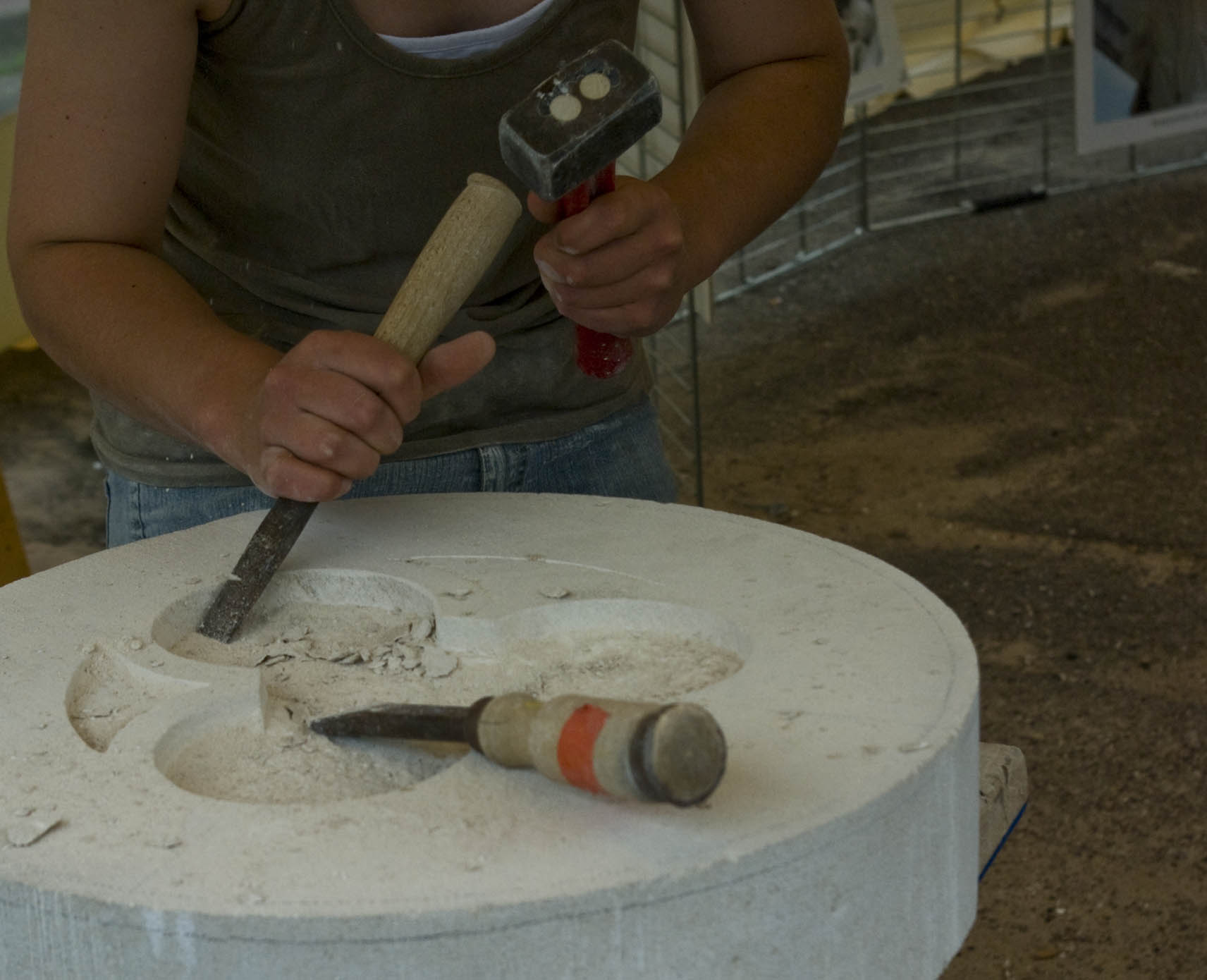
フランスの石工が鑿と槌で比較的やわらかい石を加工している様子

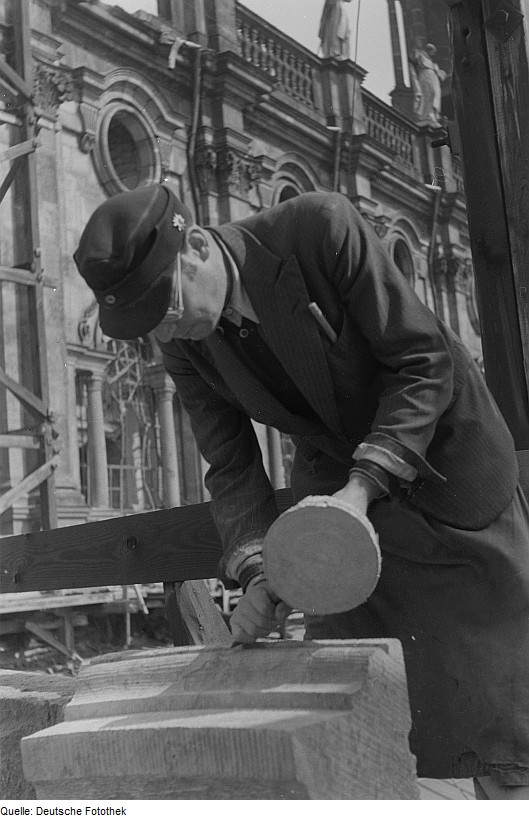
ドイツの石工が鑿とmalletマレット（槌の一種）で仕事をしている様子。頭の部分が丸くて大きな槌を使っている。

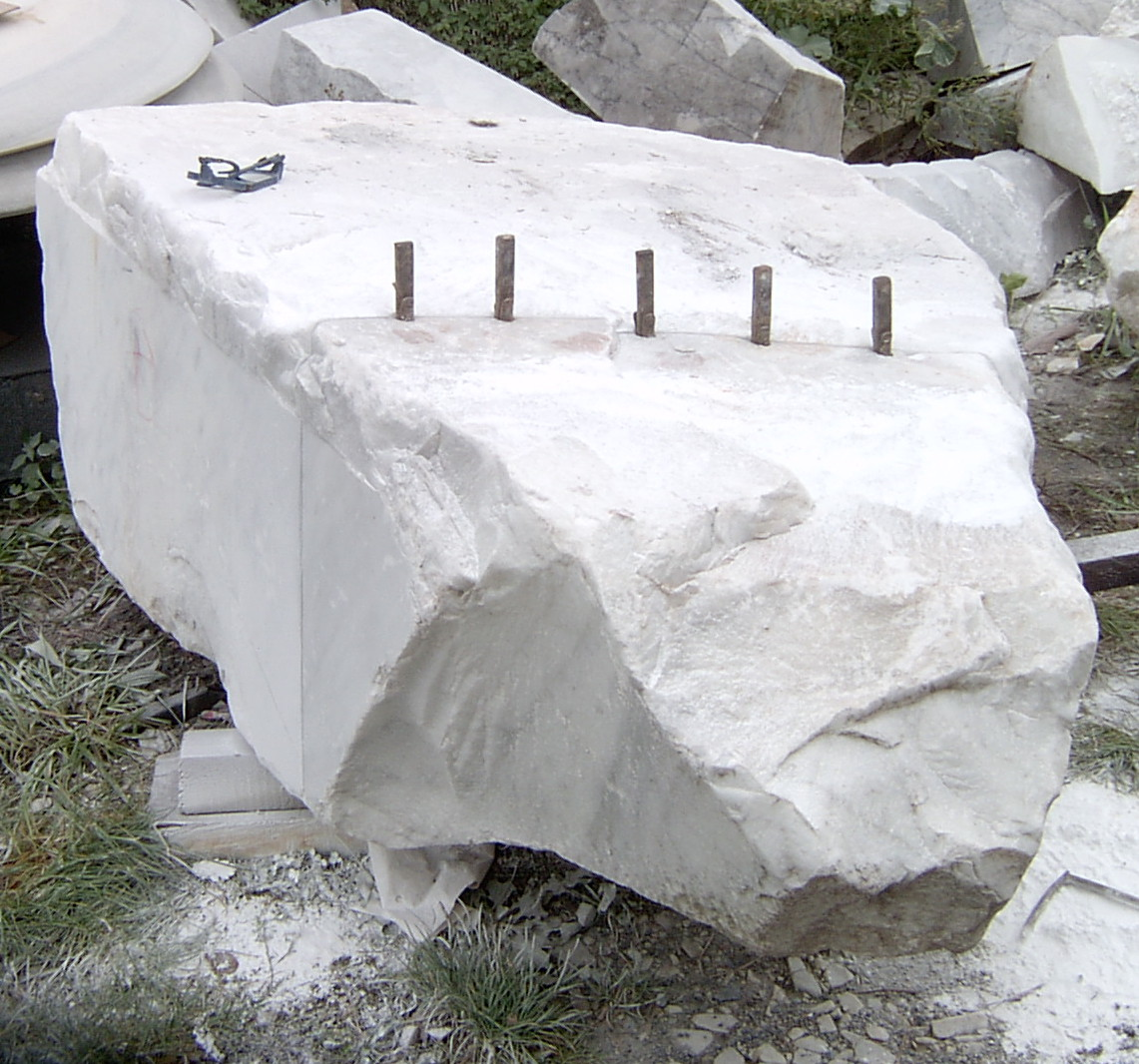
岩にくさびを打ちこみ、狙ったところで割る。

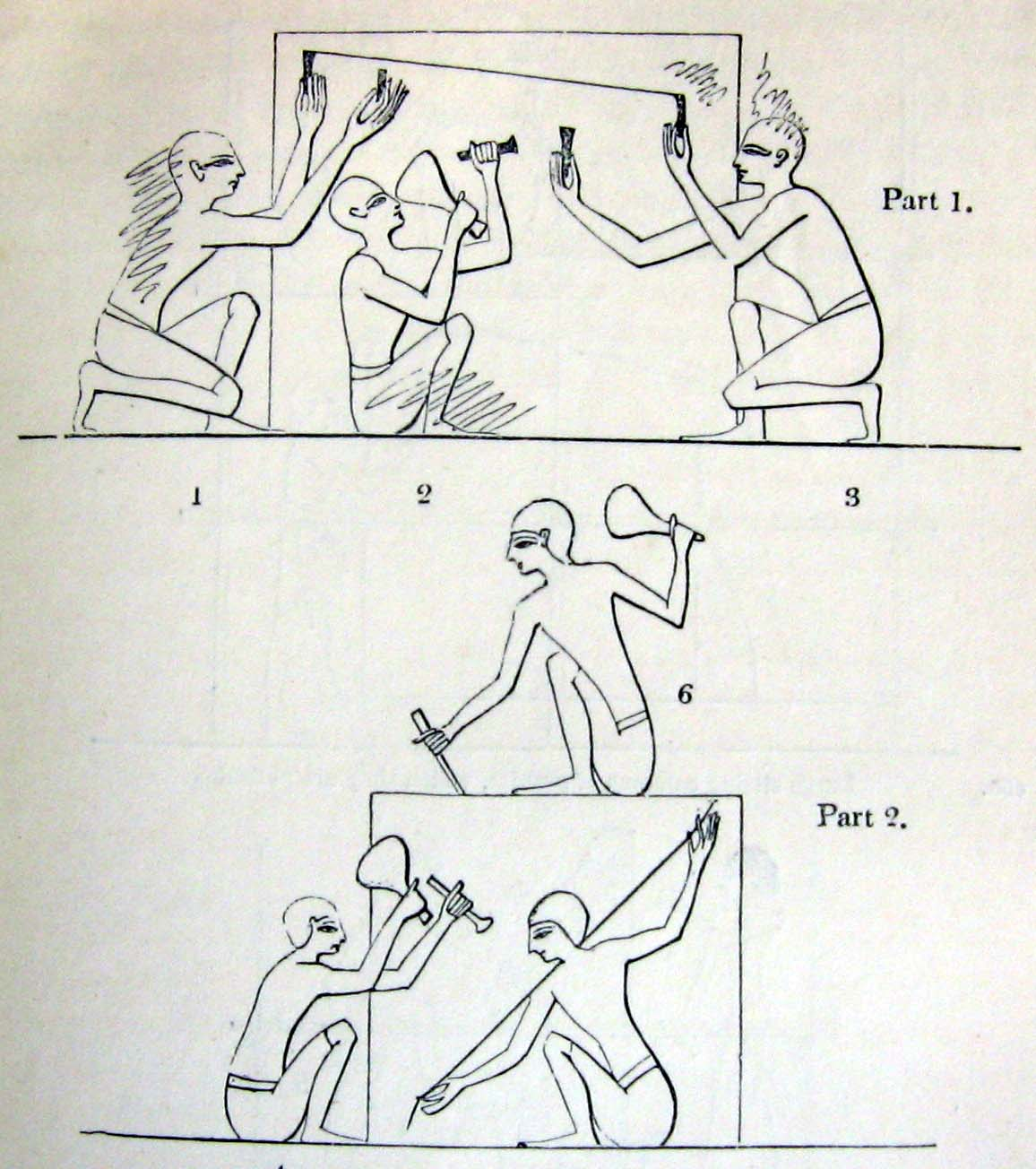
古代エジプトの石工

石工（いしく、せっこう、英: stonemason、ストーンメーソン）とは、石材を加工したりそれで何かを組みたてたりする人のこと。またその職業のこと。

## 歴史および概要
人類文明の初期からある職業のひとつとして知られる。
自然石は、木材と並び、最古の建材のひとつである。また、古くは、頑丈で長持ちはするものの、加工が難しく、コストのかかる建材でもあった。そのため、城壁・宗教施設・護岸・道路・橋梁など、過去には重要とされた分野で石が使われてきた。石工は、そういった事業にかかわりあう専門的な職業として、古くから確立されていた。
石造りのものは長く残るということもあって、石工ともども歴史・技術史などに登場することは多い。石による建築物・構成物として著名なものに、エジプトのピラミッド、ソールズベリー近郊のストーンヘンジ、イースター島の巨石彫刻群、アテナイのパルテノン神殿やエピダウロスの円形劇場、ペルーのマチュ・ピチュ、中南米ユカタン半島全域に存在するマヤ・アステカ遺跡群、カンボジアのアンコール・ワット、ヨーロッパ各地の大聖堂、各所の城砦建築などがあげられる。
ヨーロッパでは伝統的に近世までは彫刻家と石工の区別がなく、両者は同じギルド（職業組合）に所属した。
現在では、他の新技術に押されており、石工の登場する範囲はだいぶ狭くなった。しかしながら、墓石を含む記念碑類・石灯籠をはじめとする宗教的設備・各種の屋外装飾品類などでは石の細工品、そしてそれを製造する石工は、確固たる地位を維持している。

## 日本における石工
日本では、比較的地震が多いという土地柄、建築物の分野では、あまり普及しなかった。しかし棺桶や土木的分野では古くより使われてきた。『播磨国風土記』印南郡の条には神功皇后が崩御した仲哀天皇のための古墳築造のために、讃岐国の羽若の石を求めた物語が記されている。また城における堀の垣などにはほとんど例外なく石垣が使われてきたし、近世以降には石造のアーチ橋も建造されてきた。現代では、土止めの壁や橋梁類は、コンクリートや鉄などによって作られることが大半であるが、外装として薄い石板などを化粧板として貼り付けることがある。そして、そういった自然石を使った化粧板などを製造するのも、現代の石工の仕事である。
古くは鎌倉時代に明州から来日した伊行末に創設された石工集団「伊派」、安土桃山時代に築かれた安土城では、延暦寺の石組みを行っていた職人である「穴太衆」。「肥後の石工」（橋本勘五郎、藤原林七、岩永三五郎等がいる）は通潤橋や霊台橋などの歴史的な重要文化財があり、全国の石橋の4割を熊本県が占める。他にも、熊本城の武者返しと呼ばれる、美しい扇勾配を持つ石垣などから、当時の技術の高さを垣間見ることができる。
その他、和泉国の「泉州石工」、信州の「高遠石工」がある。
使用する石材は主に花崗岩が多いが、多くは近場で採取できる石材を使うことが多かった（銘石などとして特定の石がもてはやされるようになるのは、一般的には、輸送上の問題が解決された近代になってからである）。また、石を組み上げる技術は、最高レベルでは石と石の間に紙が通らないと言われるほど精巧なものであった。

## 教育

### フランス
- 資格レベルV
  - 職業適性証（CA）：tailleur de pierre
  - 補充資格（MC）：Graveur sur pierre
- 資格レベルIV
  - 職業バカロレア：Artisanat et métiers d'art, option arts de la pierre
  - 職業免状（BP）：Métiers de la pierre
- 資格レベルIII
  - BTMS Métiers de la pierre
- 資格レベルI
- フランス工業高等教育センター
  - Le Directeur de l’école d’ingénieurs du CESI, Le recteur d’académie, Le président du jury national, Ecole d'Ingénieurs du CESI

### 日本
石材施工技能士、職業訓練指導員（石材科）などが存在する。

## ギャラリー（石工たちの作品）

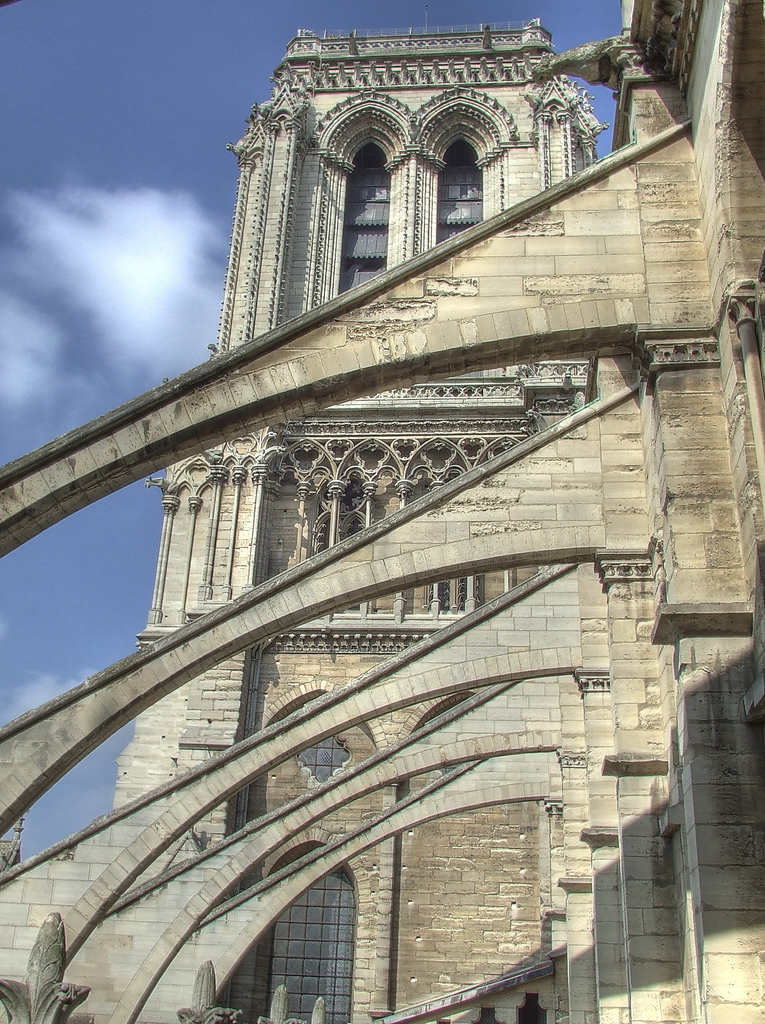
ヨーロッパの石工の仕事の例。フランス、パリのノートルダム大聖堂。ヨーロッパの歴史的建造物のほとんどは石でできている。ヨーロッパでは建物づくりというのは、基本的に石工が行うものだったのである。
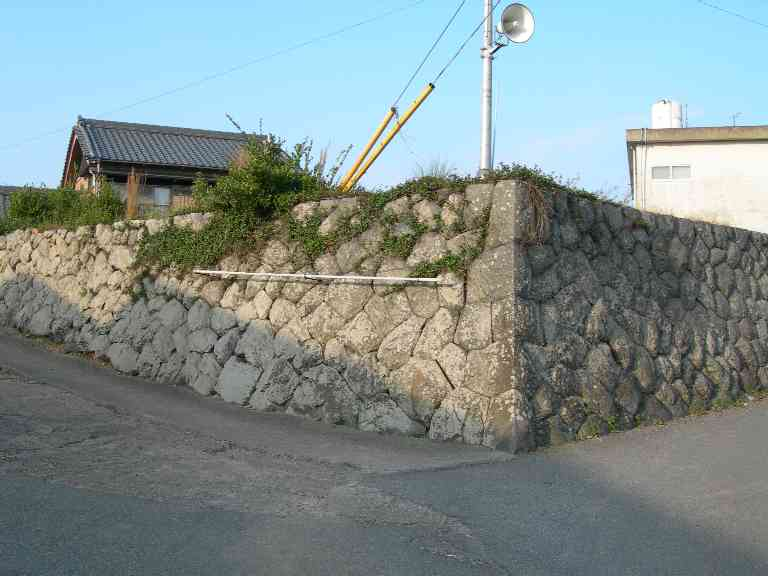
日本の石工の仕事の例。三重県鳥羽市国崎町
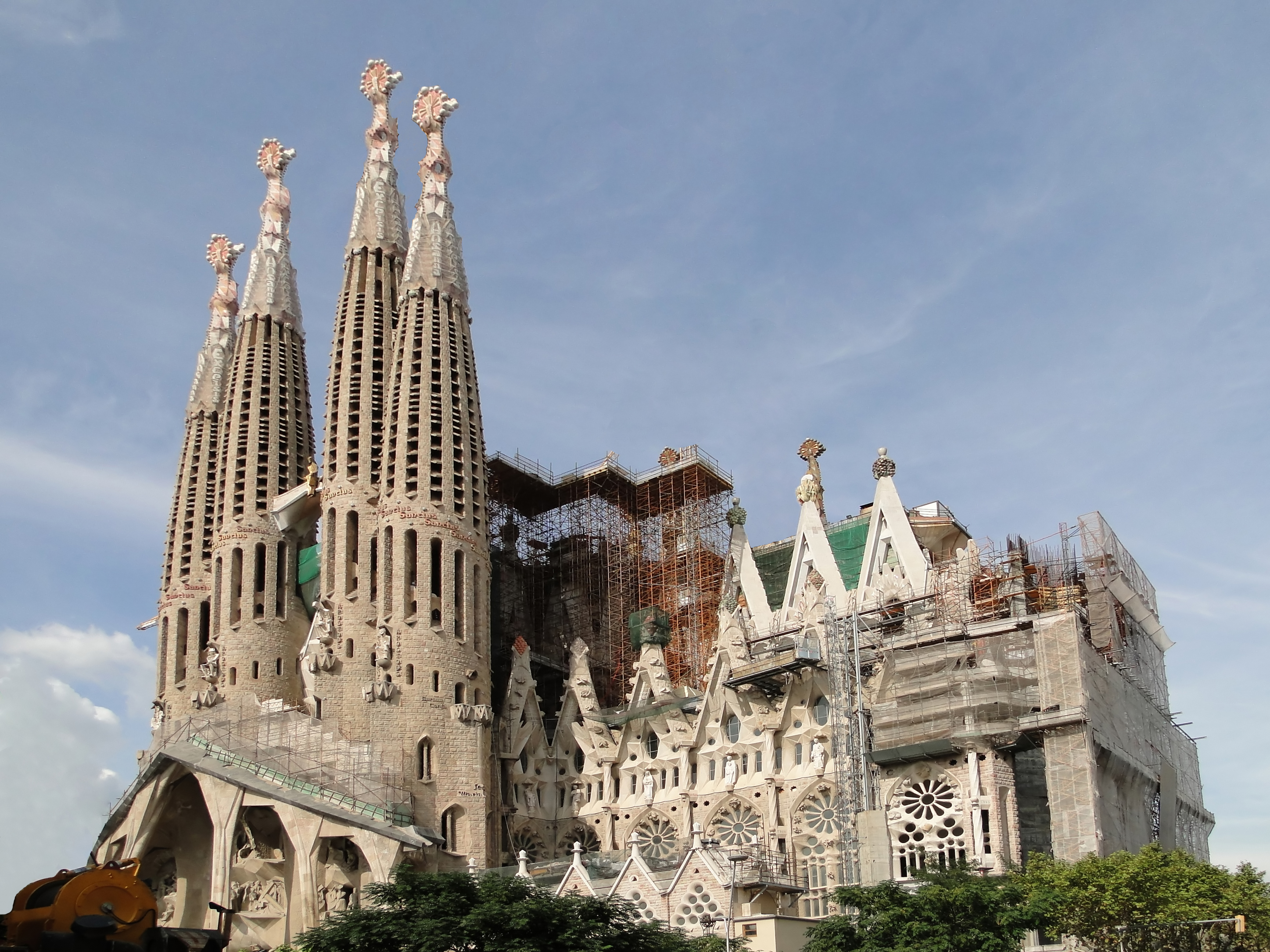
数百年をかけて作られているスペインのサグラダ・ファミリア（聖家族教会）の建築。
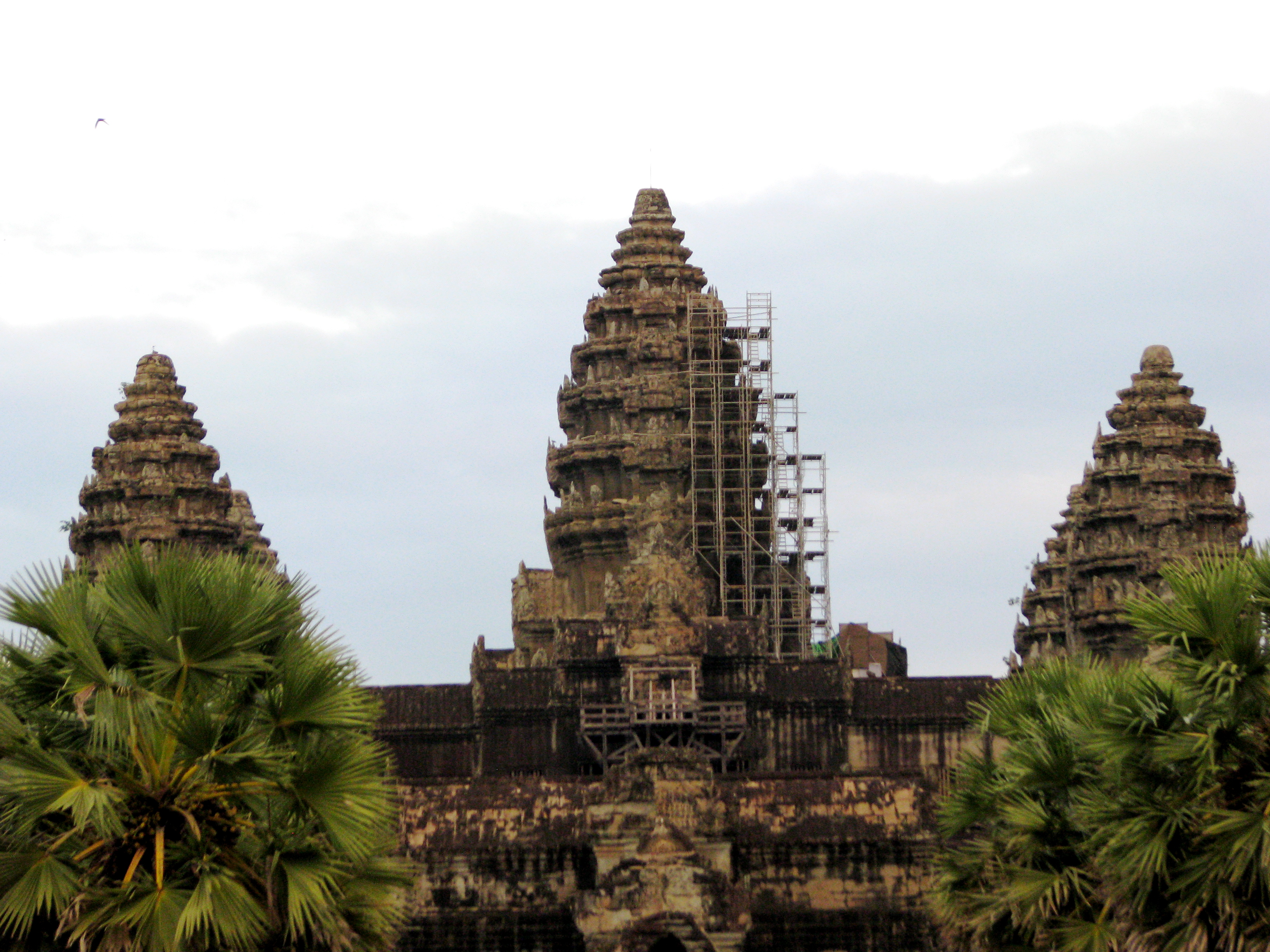
ODAで「一般文化無償資金協力」として、日本人石工が、アンコール・ワットの修復のために必要な様々な技術を現地の若者に教え、修復の専門家として育てた。